# Unitas Deutsche Walfang-Gesellschaft
Die Unitas Deutsche Walfang-Gesellschaft wurde 1937 als GmbH in Hamburg gegründet. Aufgabe der Unitas Deutsche Walfang-Gesellschaft war die Belieferung der Unilever-Gruppe. Gründer war die Firma Margarinewerke Van den Bergh, die ihrerseits Teil der Margarine-Union war, die wiederum ein Teil der Unilever-Gruppe war.

## Walfang in NS-Deutschland
Beginnend 1935 entstanden in Deutschland mehrere Gesellschaften zum industriellen Walfang. Ein begehrtes Produkt war Walöl, das zu Margarine, Waschmittel und zu Nitroglyzerin weiterverarbeitet werden konnte.  Vier deutsche Walfang-Unternehmen existierten ab 1937. Die Walter Rau Lebensmittelwerke GmbH gründete die Walter Rau Walfang AG. In Hamburg gründete die Firma Henkel die Erste Deutsche Walfang-Gesellschaft mbH (EDWG). Ebenfalls in Hamburg entstand die Hamburger Walfang-Kontor GmbH. (Das Hamburger Walfang-Kontor bereederte die Charterschiffe der Firmen Deutsche Oelmühlen Rohstoff GmbH & Ölmühlen Walfang Konsortium.) Mit der Unitas Deutsche Walfang-Gesellschaft hatte das britisch-niederländische Unternehmen Unilever ebenfalls einen Anteil an der deutschen Walfangindustrie. EDWG, Walter Rau und Unitas Deutsche Walfang-Gesellschaft hatten jeweils eigene Walfangflotten, eine Flotte je Firma. Die Flotten bestanden aus: Mutterschiff (bzw. Fabrikschiff, Walkocherei), Fangboote, zusätzliche Hilfsschiffe. Das Hamburger Walfang-Kontor bereederte insgesamt vier Flotten von unterschiedlichen Eigentümern. Insgesamt waren es also sieben Walfang-Flotten, betrieben von vier Gesellschaften. Ein weiteres Unternehmen kam 1938 hinzu, das Bremer Walfang-Kontor, welches aber wieder eingestellt wurde, bevor es mit dem Walfang beginnen konnte. Mit Beginn des Zweiten Weltkriegs wurde Walfang in Deutschland eingestellt; die meisten Fahrzeuge der Walfangflotten wurden dann von der Kriegsmarine genutzt.

## Unilever und Walfang
In den 1930er Jahren war Unilever der größte Walöl-verarbeitende Betrieb Europas. Die Unitas Deutsche Walfang-Gesellschaft war nicht das einzige Walfang-Unternehmen von Unilever. Die in Großbritannien angemeldete Firma Southern Whaling war ein weiteres Walfangunternehmen von Unilever. Darüber hinaus arbeitete Unilever mit zahlreichen norwegischen Walfangflotten zusammen. Auch die Firma Hector Whaling Co. belieferte ausschließlich Unilever. Die Firma United Whalers Ltd. wurde 1935 gegründet und war ab 1939 mehrheitlich im Besitz von Hector Whaling, die wiederum von Unilever finanziert wurde. Hector Whaling war der Auftraggeber für den Bau des Walfang-Fabrikschiffs Terje Viken, das von der AG Weser in Bremen gebaut wurde und 1936 vom Stapel lief. Gleich im Anschluss daran beauftragte Unilever die AG Weser mit dem Bau eines Schwesterschiffs. Dieses war dann ab 1937 als Unitas für die Unitas Deutsche Walfang-Gesellschaft in Einsatz. Laut eines Adressregisters von 1938 lautete die Anschrift des Unitas-Unternehmens: Meßberg 1. Demnach befand sich der Sitz der Firma im sogenannten Meßberghof. Bei der Gründung der Firma wurde 1937 als Geschäftsführer der Name Leendert van Krimpen angegeben.

## Unitas-Walfangflotte
Neben dem Mutterschiff mit dem Namen Unitas beinhaltete die Walfangflotte noch eine Anzahl von Fangbooten sowie ein Tankschiff und ein Aufklärungsboot. Die Fangboote und das Aufklärungsboot waren durchnummeriert von eins bis zehn. Unitas 1 war das Aufklärungsboot, Unitas 2–10 waren die Fangboote. Unitas 2–8 waren baugleich und wurden von der Bremer Vulkan hergestellt. Das Tank- und Versorgungsschiff Brake wurde 1937 fertiggestellt. Eigentümer der Schiffe war die Firma Margarinewerke Van den Bergh, Betreiber war die Unitas Deutsche Walfang-Gesellschaft. 1945 war das Schiff Unitas an der Evakuierung der Stadt Danzig beteiligt.

## Unilever und NS-Deutschland
Die Beziehung zwischen Unilever und dem NS-Regime war ambivalent. NSDAP-Mitglied Karl Blessing wurde nach der Besetzung der Niederlande damit beauftragt, den dort ansässigen Teil von Unilever möglichst im Sinn des NS-Staats zu verwalten. Jedoch wurde Blessing schnell wieder entfernt. 1941 übte Hermann Göring Druck auf das Unternehmen aus, Unliever-Anteile an deutschen Firmen unter dem Marktpreis zu verkaufen. Außerdem wurde 1941 eigens ein Reichskommissar für den Unileverkonzern bestimmt, der damalige Staatssekretär Hans Ernst Posse. Ziel war es, möglichst viele Zweige der Unilever-Gruppe unter deutsche Kontrolle zu bringen und den Einfluss der britischen Eigentümer so stark wie möglich zu beschränken.

## Fangreisen und Ende
Insgesamt unternahm die Unitas Deutsche Walfang-Gesellschaft nur zwei Fangreisen in die Antarktis: 1937/38 sowie 1939. Mit Beginn des Zweiten Weltkriegs wurde der deutsche Walfang eingestellt. Obwohl deutschen Walfangflotten der Kriegsmarine unterstellt waren, bestanden noch 1942 Bestrebungen, die Unitas Deutsche Walfang-Gesellschaft unter Kontrolle des Hamburger Walfang-Kontors zu bringen. Gleichzeitig sollte vermieden werden, die Unitas Deutsche Walfang-Gesellschaft komplett aus der Unilever-Gruppe herauszulösen. Die Unitas Deutsche Walfang-Gesellschaft bestand noch bis zu ihrer ordentlichen Auflösung am 14. April 1953.